# 佐波洋子
佐波 洋子（さば ようこ、1943年7月7日 - ）は、日本の歌人。

## 人物・来歴
満洲国奉天市（現：瀋陽市）生まれ。1歳のとき満洲で生母と生き別れになる。19歳のときに同人誌「Gケイオス」で短歌に出会い、中断を経て1976年に「まひる野」入会。1978年、馬場あき子の「かりん」創刊に伴って入会し、現在は選歌委員。2013年『時のむこうへ』で日本歌人クラブ賞受賞。

## 著書
- 『鳥の風景』 (新鋭歌人シリーズ）牧羊社, 1986.1  (第1歌集文庫) 現代短歌社, 2015.5
- 『光をわけて 佐波洋子歌集』 (かりん叢書）雁書館, 1991.10
- 『秋草冬草 佐波洋子歌集』 (かりん叢書）ながらみ書房, 1997.9
- 『羽觴のつばさ 佐波洋子歌集』 (かりん叢書）砂子屋書房, 2006.7
- 『佐波洋子歌集』 (現代短歌文庫）砂子屋書房, 2011.2
- 『時のむこうへ 佐波洋子歌集』(21世紀歌人シリーズ) (かりん叢書）角川書店, 2012.8

共著
- 『同世代女性-歌のエコロジー』古谷智子共著. 角川書店, 1994.9